# Bát độ (điện tử)
Trong điện tử, một bát độ (ký hiệu oct) là một đơn vị logarit cho các tỷ số giữa các tần số, với một bát độ tương ứng với tần số nhân đôi. Ví dụ: tần số một bát độ từ (hoặc cao hơn) 40 Hz là 80 Hz. Thuật ngữ này bắt nguồn từ quy mô âm nhạc phương Tây trong đó quãng tám là tần số tăng gấp đôi.  Đặc điểm kỹ thuật về bát độ do đó là phổ biến trong điện tử âm thanh.
Cùng với thập độ, nó là một đơn vị được sử dụng để mô tả băng tần hoặc tỷ số tần số.

## Tỷ số và độ dốc
Một tỷ lệ tần số được biểu thị bằng bát độ là logarit của 2 (logarit nhị phân) của tỷ lệ:
{\displaystyle {\text{số bát độ}}=\log _{2}\left({\frac {f_{2}}{f_{1}}}\right)}
Bộ khuếch đại hoặc bộ lọc có thể được tuyên bố là có đáp ứng tần số là ±6 dB mỗi bát độ trên một dải tần số cụ thể, điều đó biểu thị rằng mức tăng công suất thay đổi theo ±6 decibel (hệ số 4 công suất), khi tần số thay đổi theo hệ số 2. Độ dốc này, hay chính xác hơn là10 log10(4) ≈ 6.0206 decibel mỗi bát độ, tương ứng với mức tăng biên độ tỷ lệ với tần số, tương đương với ± 20 dB mỗi thập độ (hệ số thay đổi mức tăng biên độ 10 cho hệ số thay đổi tần số 10). Đây sẽ là bộ lọc thứ tự đầu tiên

## Thí dụ
Khoảng cách giữa các tần số 20 Hz và 40 Hz là 1 bát độ. Biên độ 52 dB tại 4 kHz giảm khi tần số tăng ở mức −2 dB/oct. Biên độ tại 13 kHz là bao nhiêu?
{\displaystyle {\text{số bát độ}}=\log _{2}\left({\frac {13}{4}}\right)=1.7}
{\displaystyle {\text{Mag}}_{13{\text{ kHz}}}=52{\text{ dB}}+(1.7{\text{ oct}}\times -2{\text{ dB/oct}})=48.6{\text{ dB}}.\,}